# El Seibo
El Seibo (alternativt El Seybo) är en provins i Dominikanska republiken och är belägen i den östra delen av landet, med kust mot Atlanten. Provinsen har cirka 99 000 invånare. Den administrativa huvudorten är Santa Cruz de El Seibo. Det område som utgör den nuvarande provinsen Hato Mayor var fram till 1992 en del av El Seibo.

## Administrativ indelning
Provinsen är indelad i två kommuner:
- El Seibo, Miches